# Nekogami
Nekogami (jap. 猫神) ist die Bezeichnung für als Kami – häufig als Gottheit übersetzt, präziser jedoch Geistwesen – verehrte Katzen (neko) des japanischen Shintō-Glaubens. Zur Kami erhoben wurden Katzen während der Edo-Zeit, da sie als Freund und Helfer die Nahrungsvorräte der Menschen, aber auch die Seidenraupenzucht vor Ratten und Mäusen beschützten. Heute werden die „Katzengottheiten“ als Beschützer der Hauskatzen im Diesseits und Jenseits verehrt. Opfergaben sollen sie günstig stimmen, der eigenen Katze ein langes Leben schenken oder sie von Krankheiten heilen.
Nicht zu den Nekogami zählt die Maneki-neko, die ein Glücksbringer in Gestalt einer aufrecht sitzenden Katze ist. Ebenso nicht die den Dämonen (Yōkai) zugerechneten katzenartigen Gestalten der Kasha, der Bakeneko und der Nekomata.

## Katzenverehrung im heutigen Japan
Zentrum der Verehrung der Katze als Nekogami ist das Gebiet der heutigen Präfektur Miyagi.
Dort gibt es allein zehn Shintō-Schreine, die einer „Katzengottheit“ geweiht sind, und im Vergleich zu den übrigen japanischen Präfekturen befinden sich in der Präfektur auch eine Vielzahl von Steinstelen (Sekihi, 石碑), die Katzen gewidmet sind, und 51 bekannte Katzen-Grabstätten.
Die Häufung der Katzenschreine in der Präfektur Miyagi wird dadurch erklärt, dass das Gebiet während der Edo-Zeit ein Zentrum der japanischen Seidenraupenzucht war. Ratten waren ein natürlicher Feind der Seidenraupen und wurden ihrerseits von Katzen gejagt. Die Bauern bezeugten ihre Dankbarkeit gegenüber den Katzen, von denen ihr Wohlergehen zum Teil abhing, durch die Errichtung dieser Schreine.

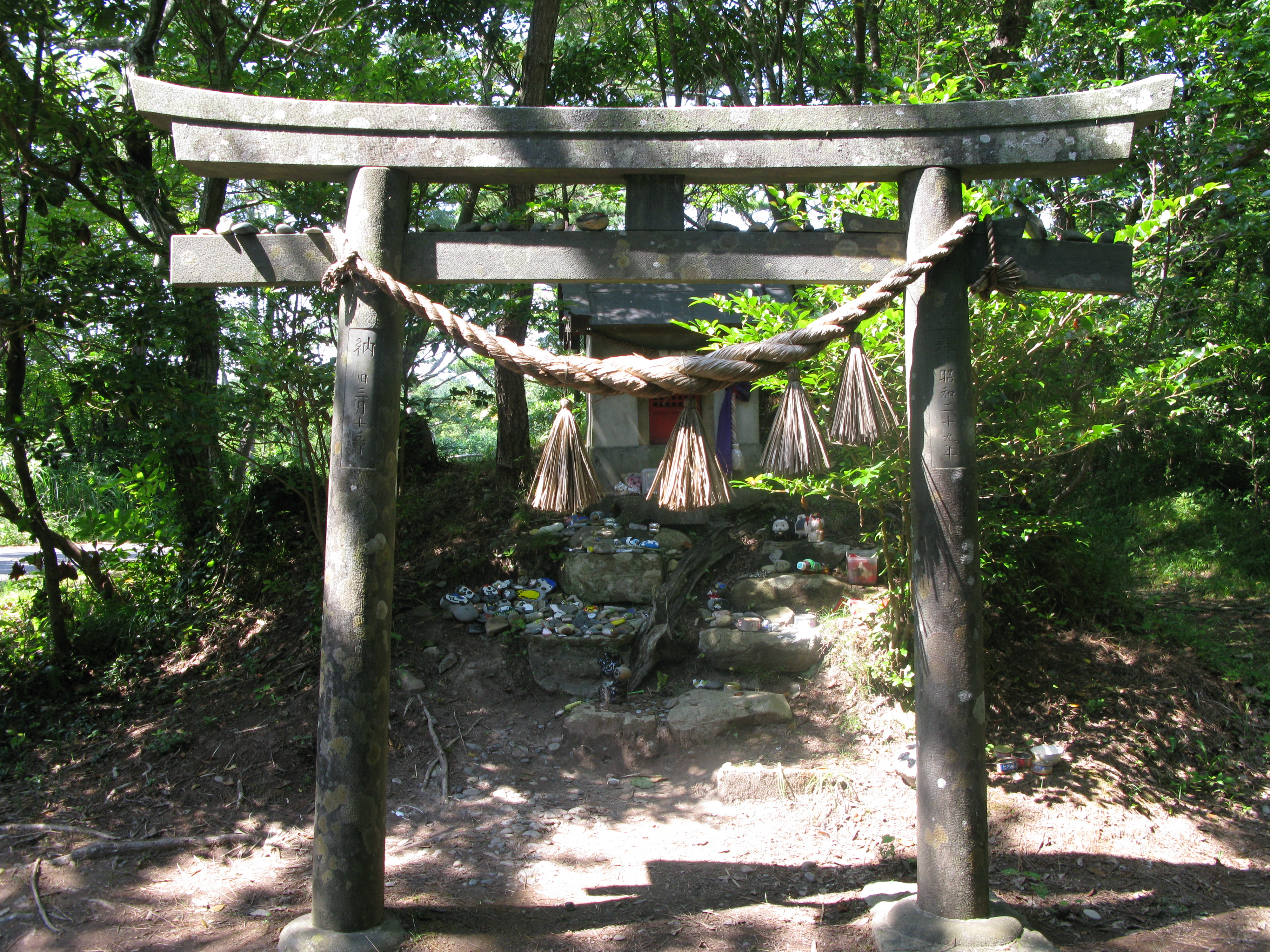
Der Neko-jinja auf der Insel Tashiro

Der bekannteste Katzenschrein (Neko-jinja, 猫神社) in der Präfektur Miyagi befindet sich auf der Insel Tashiro (Tashirojima, 田代島), die zur Gemeinde Ishinomaki, Präfektur Miyagi, gehört. Der Legende nach lebte auf der Insel einmal eine Katze, die sich mit den ansässigen Fischern befreundete und ihnen durch Wettervorhersagen dabei half, einen besseren Fang zu erzielen. Durch einen Unglücksfall wurde bei Bauarbeiten der Fischer ein Steinschlag ausgelöst, durch den die Katze erschlagen wurde. Um Unheil und schlechten Fang zu vermeiden, wurde an der Stelle des Unglücks der Schrein errichtet. Er wird heute noch von Katzenfreunden genutzt, um von der zum Kami erhobenen Katze das Wohlergehen der heute im Haus lebenden Katzen zu erbitten.
Im Ort Takahata, Präfektur Yamagata (einer Nachbarpräfektur von Miyagi), war während der Edo-Zeit ebenfalls Seidenraupenzucht betrieben worden, und für die Katzen wurde sogar ein „Palast der Katze“ (Neko-no-miya, 猫の宮), ein besonders großzügiger Tempel, errichtet.

### Nekogami-jinja
Der in Japan bekannteste Schrein der Katzenverehrung ist der Nekogami-jinja (猫神神社) in Kagoshima. Der Überlieferung nach wurde er im Jahr 1602 von Shimazu Yoshihiro (島津 義弘, 1535–1619), Daimyō von Satsuma, gestiftet. Bei seinen Feldzügen nach Korea im Auftrag Toyotomi Hideyoshis soll er sieben Katzen an Bord eines seiner Schiffe gehabt haben, deren Pupillen sich im Laufe eines Tages mit dem Sonnenstand veränderten. Jede Katze hätte so eine bestimmte Tageszeit (z. B. 6:00 Uhr, 8:00 Uhr usw.) anzeigen können und die Navigation und Einhaltung militärischer Zeitpläne sichergestellt. Zwei der sieben Katzen überlebten die Expedition und nach der Rückkehr nach Japan ließ Shimazu ihnen aus Dankbarkeit für die treuen Dienste einen Schrein errichten. Der Schrein ist heute Teil der weitläufigen Gartenanlagen Sengan-en (仙巖園), die Mitte des 17. Jahrhunderts durch Shimazu Mitsuhisa (島津光久, 1638–1687) angelegt worden waren.
Der Nekogami-jinja wird von Pilgern aufgesucht, die die Hilfe der „Katzengottheit“ bei der Suche nach vermissten Katzen erbitten wollen, für die Genesung kranker Tiere, ein langes Leben ihrer Katzen oder für das Wohlergehen einer verstorbenen Katze im Jenseits beten wollen. Das ganze Jahr über kommen Katzenfreunde und hinterlassen auf hölzernen Votivtafeln, den Ema, Botschaften an ihre geliebten Haustiere. Neben japanischen Inschriften finden sich dabei auch chinesische oder auch solche mit englischen oder französischen Texten. Zweimal im Jahr,  am „Tag der Katze“ (Neko-no-kinenbi, 猫の記念日), am 22. Februar, und am „Tag der Zeit“ (Toki-no-kinenbi, 時の記念日), dem 10. Juni, findet im Schrein eine besondere Zeremonie statt, an denen vom Priester unter anderem die Namen der in ein Sterberegister eingetragenen verstorbenen Katzen verlesen werden. Am „Tag der Zeit“ versammeln sich neben den Katzenfreunden auch Uhrmacher und Uhrhändler, um an diesem Tag für ein langes Leben zu bitten, da die im Schrein verehrten „Katzengottheiten“ auch als Hüterinnen der Zeit gelten.